# Herman Gummerus
Herman Gregorius Gummerus, född 24 december 1877 i Sankt Petersburg, död 18 juli 1948 i Helsingfors, var en finlandssvensk språkvetare, historiker och diplomat. Han var son till järnvägsbyggaren Herman Gummerus samt far till Edvard Robert Gummerus och Herman Olof Gummerus och farfar till Teddy Gummerus.
Herman Gummerus var docent i romansk filologi vid Helsingfors universitet från 1911. Han tog livligt del i motståndet mot de politiska förryskningssträvandena, bland annat i tidskriften Framtid. Gummerus var an av de ledande och sammanhållande krafterna under första världskriget i den så kallade Stockholmsdelegationen med uppgift att frigöra Finland från Ryssland. 1918 blev han chargé d'affaires i Kiev och i Rom från 1919 till 1920. Mellan 1920 och 1925 var han finländsk minister i Rom. 1926 blev han åter docent vid Helsingfors universitet.
Från 1933 till 1937 var Gummerus professor i allmän historia och mellan 1938 och 1947 innehavare av den svenska professuren i historia. Han ägnade sig främst åt forskning i romerskt samhällsliv och utgav biografier över Pehr Evind Svinhufvud, Konni Zilliacus den äldre och marskalk Józef Piłsudski.